# Xuân Thiện
Xuân Thiện là một xã thuộc huyện Thống Nhất, tỉnh Đồng Nai, Việt Nam.
Xã Xuân Thiện có diện tích 31,22 km², dân số năm 1999 là 8.888 người, mật độ dân số đạt 285 người/km².

## Hành chính
Xã Xuân Thiện được chia thành 2 ấp: Tín Nghĩa, Xuân Thiện.